# وینمارک
وینمارک (به آلمانی: Winnemark) یک شهر در آلمان است که در رندسبورگ-اکرنفورده واقع شده‌است.
 وینمارک  ۵۰۹ نفر جمعیت دارد.